# Aeolians
Aeolian (/iːˈoʊliənz/; tiếng Hy Lạp: Αἰολεῖς) là một trong bốn bộ tộc lớn mà người Hy Lạp tự phân chia trong thời kỳ cổ đại (cùng với người Achaean, Dorian và Ionian).

## Tên gọi
Được đặt theo tên của nhân vật thần thoại Aeolus, người được coi là tổ tiên của người Aeolian và là con trai của Hellen (cũng là tổ tiên chung của người Hy Lạp); xuất phát từ thuật ngữ Aiolos trong tiếng Hy Lạp (αίολος) có nghĩa là "thần gió".  Người Aeolian nói tiếng Aeolic, một Phương ngữ của tiếng Hy Lạp cổ đại.

## Lịch sử
Có nguồn gốc từ Thessaly (còn có tên gọi cũ là Aeolis), người Aeolian thường xuất hiện với số lượng đông đảo nhất trong số các bộ tộc Hy Lạp khác vào thời sơ khai. Người Boeotian, một nhánh của người Aeolian, bị người Thessalian đánh đuổi khỏi Thessaly và di cư đến Boeotia. Người Aeolian đã phân tán đến nhiều vùng khác của Hy Lạp như Aetolia, Locris, Corinth, Elis và Messinia. Trong cuộc xâm lược của người Dorian, người Aeolian đã chạy trốn từ Thessaly qua Biển Aegea đến đảo Lesbos và vùng Aeolis thuộc Tiểu Á.

## Ghi chép đầu tiên
Theo Herodotus, người Aeolian trước đây được gọi là người Pelasgian.